# Anna Samoilowna Karpowa
Anna Samoilowna Karpowa (russisch Анна Самойловноа Карпова; * 1883 in Kamjanez-Podilskyj; † 1968 in Moskau) war eine ukrainisch-russische Revolutionärin, Historikerin und Altbolschewikin. 
Karpowa entstammte einer Juweliersfamilie. Sie trat bereits im Jahre 1902 der Sozialdemokratischen Arbeiterpartei Russlands (Bolschewiki) bei und wurde aufgrund ihrer Propagandaaktivitäten in Kiew mehrmals verhaftet. Im Jahre 1915 schloss sie ihr Studium der Geschichte an der damaligen Höheren Moskauer Frauenschule ab.
Im Jahre 1917 wurde sie zur Leiterin der konsularischen Abteilung an der Botschaft in Finnland bestellt. Ab 1925 leitete sie die Propagandaabteilung des Rayonkomitees des Krasnopresnensker Rajones, parallel dazu leitete sie die Marxismus-Ausbildung in der Moskauer Oblast. Von 1927 bis 1929 studierte sie selbst Marxismus beim Zentralkomitee der Kommunistischen Partei. Ab 1935 war sie Rektorin des Moskauer Institutes für Philosophie, Literatur und Geschichte. In dieser Funktion war sie verantwortlich für die Entscheidung, dass die Kinder von Eltern, die den politischen Säuberungen des Großen Terrors zum Opfer gefallen waren, nicht von den Vorlesungen ausgeschlossen wurden. Von 1940 bis 1963 war Karpowa Direktorin des Staatlichen Historischen Museums, wo sich unter ihrer Leitung die Mitarbeiterzahl stark vergrößerte und Forschungsarbeit in den Mittelpunkt der Museumstätigkeit gerückt wurde.
Karpowa war verheiratet mit dem Chemiker Lew Jakowlewitsch Karpow, ihr Sohn Wladimir Lwowitsch Karpow war ebenfalls Chemiker. Ihre Schwester Rosalija Samoilowna Salkind war wie Anna Karpowa eine Revolutionärin.  Karpowa liegt auf dem Nowodewitschi-Friedhof begraben.